# Samannūd
Samannūd (arabiska سمنود) är en ort i Egypten. Den ligger i guvernementet al-Gharbiyya, i den norra delen av landet, 100 km norr om huvudstaden Kairo. Samannūd ligger 12 meter över havet och folkmängden uppgår till cirka 70 000 invånare.

## Geografi
Terrängen runt Samannūd är mycket platt. Runt Samannūd är det mycket tätbefolkat, med 1 819 invånare per kvadratkilometer. Närmaste större samhälle är al-Mahalla al-Kubra, cirka 7 km väster om Samannūd. Trakten runt Samannūd består till största delen av jordbruksmark.